# Argouges
Argouges és un municipi delegat francès, situat al departament de la Manche i a la regió de Normandia. El 2017 va fusionar amb el municipi nou de Saint-James. L'any 2007 tenia 552 habitants.

## Demografia

### Població
El 2007 la població de fet d'Argouges era de 552 persones. Hi havia 232 famílies de les quals 64 eren unipersonals (44 homes vivint sols i 20 dones vivint soles), 80 parelles sense fills, 76 parelles amb fills i 12 famílies monoparentals amb fills.
La població ha evolucionat segons el següent gràfic:
Habitants censats

### Habitatges
El 2007 hi havia 299 habitatges, 230 eren l'habitatge principal de la família, 40 eren segones residències i 28 estaven desocupats. 294 eren cases i 4 eren apartaments. Dels 230 habitatges principals, 153 estaven ocupats pels seus propietaris, 75 estaven llogats i ocupats pels llogaters i 3 estaven cedits a títol gratuït; 2 tenien una cambra, 21 en tenien dues, 47 en tenien tres, 70 en tenien quatre i 91 en tenien cinc o més. 185 habitatges disposaven pel capbaix d'una plaça de pàrquing. A 126 habitatges hi havia un automòbil i a 81 n'hi havia dos o més.

### Piràmide de població
La piràmide de població per edats i sexe el 2009 era:
| Homes | Edats   | Dones |
| ----- | ------- | ----- |
| 0     | 95 o +  | 0     |
| 0     | 90 a 94 | 0     |
| 0     | 85 a 89 | 4     |
| 8     | 80 a 84 | 4     |
| 8     | 75 a 79 | 16    |
| 32    | 70 a 74 | 28    |
| 8     | 65 a 69 | 20    |
| 12    | 60 a 64 | 20    |
| 16    | 55 a 59 | 8     |
| 12    | 50 a 54 | 8     |
| 8     | 45 a 49 | 12    |
| 28    | 40 a 44 | 16    |
| 20    | 35 a 39 | 16    |
| 16    | 30 a 34 | 24    |
| 12    | 25 a 29 | 12    |
| 4     | 20 a 24 | 20    |
| 20    | 15 a 19 | 12    |
| 36    | 10 a 14 | 12    |
| 24    | 5 a 9   | 44    |
| 20    | 0 a 4   | 8     |

## Economia
El 2007 la població en edat de treballar era de 321 persones, 239 eren actives i 82 eren inactives. De les 239 persones actives 224 estaven ocupades (133 homes i 91 dones) i 15 estaven aturades (7 homes i 8 dones). De les 82 persones inactives 29 estaven jubilades, 22 estaven estudiant i 31 estaven classificades com a «altres inactius».

### Ingressos
El 2009 a Argouges hi havia 232 unitats fiscals que integraven 561 persones, la mediana anual d'ingressos fiscals per persona era de 14.655 €.

### Activitats econòmiques
Dels 18 establiments que hi havia el 2007, 1 era d'una empresa alimentària, 2 d'empreses de fabricació d'altres productes industrials, 6 d'empreses de construcció, 3 d'empreses de comerç i reparació d'automòbils, 1 d'una empresa de transport, 1 d'una empresa d'hostatgeria i restauració, 1 d'una empresa d'informació i comunicació, 2 d'empreses de serveis i 1 d'una empresa classificada com a «altres activitats de serveis».
Dels 4 establiments de servei als particulars que hi havia el 2009, 1 era un paleta, 1 fusteria i 2 lampisteries.
L'únic establiment comercial que hi havia el 2009 era una fleca.
L'any 2000 a Argouges hi havia 40 explotacions agrícoles que ocupaven un total de 779 hectàrees.

## Equipaments sanitaris i escolars
El 2009 hi havia una escola elemental.

## Poblacions més properes
El següent diagrama mostra les poblacions més properes.